# 楊述中
楊述中（？—？），號衡毓，又自號老庵，四川敘州府富順縣人，明朝政治人物。

## 生平
萬曆十三年（1585年）乙酉科四川鄉試舉人，十七年（1589年）己丑科進士。授山西襄垣縣知縣，任內立泰晉書院，並資助神童王基洪。後來王基洪果然中進士。二十一年擢廣西道御史，内官客用骄横，杨述中合同官纠之，群宦切齿，二十三年巡按江西，谪太和县典史。三十八年起为鳳翔府推官，本年升户部主事，三十九年升员外郎，管象房草场，四十年（1612年）任山东乡试主考官。本年升任尚宝司丞，四十三年升尚宝司少卿，四十七年升太仆寺少卿，四十八年升右佥都御史、郧阳撫治。天启二年（1622年）十月，安邦彦、奢崇明相继逆叛，调任为兵部右侍郎兼都察院右佥都御史巡抚偏沅等处地方提督军务兼督贵州兵饷。寻代替张我续任川贵总督，兼制云南湖广军务，赐尚方剑，率秦楚滇豫蜀五省官兵，援黔剿逆有功，因抚军王三善败绩，天啓四年（1624年）述中寻乞休归。以俞旨有“老成慎重”语，自号老庵。

## 家族
曾祖楊載，寿官。祖父楊大烈，生员。父楊秀春。弟杨述程，万历二十九年进士。
长子杨愈隆，户部主事，号持庵。次子杨愈昌，三泊县知县，号慎庵。三子杨愈宏，选贡生，号重庵。祀乡贤祠。